# کیریل سیلیزنایف
کیریل سیلیزنایف (به روسی: Кирилл Селезнёв) (زاده ۲۳ آوریل ۱۹۷۴) کارآفرین و مدیر ارشد اجرایی روسی است، که در حال حاضر به‌عنوان مدیر عامل اجرایی شرکت لاتویاس گاز فعالیت می‌نماید. وی از سال ۲۰۰۲ عضو کمیته مدیریت شرکت گازپروم است، همچنین از اعضای هیئت مدیره شرکت گازپروم نفت نیز می‌باشد.